# Friedrich Boedecker
Carl Heinrich Friedrich Boedecker (* 27. März 1883 in Wunstorf; † 16. November 1977 in Berlin) war ein deutscher Industriechemiker.

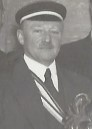

## Leben
Nach dem Besuch des Realgymnasiums in Hannover studierte Friedrich Boedecker an den Universitäten Göttingen und Freiburg im Breisgau Chemie. In Göttingen wurde er zuerst Mitglied der freischlagenden Verbindung Mündenia und wechselte später zum Corps Teutonia. Seit 1922 trug er auch noch das Band des Corps Frankonia Prag. 1907 wurde er nach Abschluss des Studiums Assistent am Allgemeinen Chemischen Institut der Universität Göttingen. 1910 erhielt er eine Anstellung als Chemiker bei der J. D. Riedel AG in Berlin. 1912 erhielt er Prokura. Am Ersten Weltkrieg nahm er als Leutnant der Reserve teil, von 1915 bis 1918 als Referent für Zünd- und Sprengmittel beim Ingenieurkomitee in Berlin. Als Auszeichnung erhielt er das Eiserne Kreuz II. Klasse. Nach Kriegsende setzte er seine Tätigkeit bei der J. D. Riedel AG fort. 1923 wurde er stellvertretendes Vorstandsmitglied und 1929 nach der Verschmelzung mit der 1922 übernommenen E. de Haën AG (Hannover-List) ordentliches Vorstandsmitglied der J. D. Riedel-E. de Haën AG. In dieser Funktion war er Leiter der Fabrik in Berlin-Britz und des wissenschaftlichen Laboratoriums. Boedecker war Erfinder unter anderem von pharmazeutischen Wirkstoffen und Verfahren zu deren Herstellung. Er publizierte wissenschaftliche Arbeiten über Terpene und Themen der pharmazeutischen und physiologischen Chemie.

## Schriften
- Barbituric Acid and Process of Producing Same, 1924, US-Patent 1622129
- Process for the Preparation of Vanillin and i-Vanillin, 1926, United Kingdom Patent GB285156, GB285551
- Sedative and hypnotic ureide / Ureide sedative et hypnotique, 1927, Canada Patent CA 275760
- Process for the Preparation of Alkyl Ethers of Protocatechuic Aldehyde, 1927, United Kingdom Patent GB284199
- Process for Producing 1-Propenyl-3-Ethoxy-4-Hydroxy-Benzene, 1927, US-Patent 1704494
- Process for the Preparation of Monoalkyl Ethers of Protocatechuic Aldehyde in Addition to Vanillin, 1927, United Kingdom Patent GB309929
- Method of Producing Hydrogen, 1930, US-Patent 1937682 (zusammen mit Jon Seemann)
- Process of Producing Keto-Derivatives of Cholanic Acid, 1931, US-Patent 1933003 (zusammen mit Gustav Reverey und Hans Volk)
- Process of Procing 8-Hdroxyquinoline, 1932, US-Patent 1966026
- Tri-substituted Barbituric Acid, 1933, US-Patent 2080071 (zusammen mit Heinrich Gruber)
- Ethereal Sulphur-containing Compounds and Process of Producing Same, 1933, US-Patent 2021539
- Process of Producing a novel 8-Hydroxyquinoline Salt, 1933, US-Patent 2079312
- Improvements in and relating to Substituted Barbituric Acids, 1936, United Kingdom Patent GB462573 (zusammen mit Heinrich Gruber)
- Salicylic Acid Sulphonyl Sulphanilamides, 1939, US-Patent 2256274 (zusammen mit Albrecht Heymons)
- Pentaerythritol Bromhydrin Nitrates, 1955, US-Patent 2853511 (zusammen mit Hans Volk)